# Вилијамсон (Илиноис)
Вилијамсон (енгл. Williamson) град је у америчкој савезној држави Илиноис.

## Демографија
По попису из 2010. године број становника је 230, што је 21 (-8,4%) становника мање него 2000. године.
| Група             | 2000.       | 2010.       |
| Белци             | 245 (97,6%) | 225 (97,8%) |
| Афроамериканци    | 0 (0,0%)    | 1 (0,4%)    |
| Азијати           | 0 (0,0%)    | 2 (0,9%)    |
| Хиспаноамериканци | 0 (0,0%)    | 0 (0,0%)    |
| Укупно            | 251         | 230         |